# Red-Wallis-Inseln
Die Red-Wallis-Inseln sind eine australische Inselgruppe im äußersten Südwesten des Archipels der Torres-Strait-Inseln. Sie liegen 16 Kilometer südwestlich der Insel Prince-of-Wales und knapp vier Kilometer nördlich von Woody Wallis Island. 
Die Gruppe besteht aus drei sehr kleinen, flachen Felsinseln, die allesamt unbewohnt sind. Die nördliche Insel hat eine Fläche von 1,4 Hektar, die zentrale 3,2 und die südliche 0,8 Hektar.
Verwaltungsmäßig gehören die Red-Wallis-Inseln zu den Inner Islands, einer Inselregion im Verwaltungsbezirk Torres Shire von Queensland.